# Pityrodia terminalis
Pityrodia terminalis là một loài thực vật có hoa trong họ Hoa môi. Loài này được (Endl.) A.S.George miêu tả khoa học đầu tiên năm 1972.